# Kursath (Unnao)
Kursathr es un pueblo y nagar Panchayat situado en el distrito de Unnao en el estado de Uttar Pradesh (India). Su población es de 6770 habitantes (2011). 

## Demografía
Según el censo de 2011 la población de Kursath era de 6770 habitantes, de los cuales 3459 eran hombres y 3311 eran mujeres. Kursath tiene una tasa media de alfabetización del 63,24%, inferior a la media estatal del 67,68%: la alfabetización masculina es del 71,34%, y la alfabetización femenina del 54,74%.